# Twicecoaster: Lane 2
Twicecoaster: Lane 2 (estilizado como TWICEcoaster: LANE 2) es la reedición de TWICEcoaster: LANE 1, del tercer extended play de Twice. El álbum fue lanzado digital y físicamente el 20 de febrero de 2017 por JYP Entertainment. Contiene trece canciones, incluyendo el sencillo principal, «Knock Knock».

## Antecedentes y liberación
El 18 de enero de 2017, se informó de que Twice lanzaría un álbum especial después de su concierto en Seúl. A principios de febrero, Twice anunció oficialmente el lanzamiento de la reedición de TWICEcoaster: LANE 1, titulado TWICEcoaster: LANE 2, el 20 de febrero con la nueva canción «Knock Knock».
La lista de canciones para TWICEcoaster: LANE 2 fue revelada el 12 de febrero. Contiene trece temas: las siete canciones de la versión original, dos nuevas canciones adicionales, una versión remix e instrumental de «TT», así como las pistas instrumentales para «Like OOH-AHH» de The Story Begins y «Cheer Up» de Page Two. Las imágenes de concepto grupal y los teasers individuales de Twice fueron lanzados en los siguientes cuatro días.
Dos teasers del vídeo musical de «Knock Knock» fueron lanzados el 17 y 18 de febrero a medianoche. El primer teaser comenzó con el sonido del golpe que se escuchó en el final del vídeo musical de «TT», mientras que el segundo teaser mostró a las miembros vestidas con una variedad de trajes que parpadean en el vídeo stop-motion.
La foto teaser final del grupo fue lanzado el 19 de febrero a medianoche. Twice también saludaron a los fanes a través de Naver V Live para una cuenta regresiva de regreso a las 11:30PM KST. El álbum, junto con el vídeo musical de «Knock Knock», fue lanzado oficialmente al día siguiente. También fue lanzado como una descarga digital en varios sitios de música.

## Vídeo musical
El vídeo musical de la canción «Knock Knock» fue dirigido por Naive, el mismo equipo de producción detrás de los vídeos musicales de las canciones de Twice «Like OOH-AHH», «Cheer Up» y «TT». Ganó más de 9.8 millones de visitas en YouTube en menos de 24 horas desde su lanzamiento y estableció un nuevo récord, convirtiéndolo en el vídeo de un grupo femenino de K-pop más rápido en alcanzar 10 millones de visitas 23 minutos después de las 24 horas.
El vídeo musical de «Knock Knock» muestra a Twice divirtiéndose en una fiesta de pijamas, ansiosamente esperando por saber quién está tocando su puerta. Inesperadamente, el productor del grupo y fundador de JYP, Park Jin Young, aparece sólo para ser recibido con mucha decepción por parte de las nueve miembros. La segunda vez que suena la puerta «knock knock» aparece un libro con imágenes de Twice usando sus vestimentas temáticas de halloween y cuentos de hadas, el cual comienzan a ver hasta que notan que está nevando y entonces salen corriendo hacia afuera usando sus pijamas y orejeras. El vídeo termina con el grupo quedándose afuera y tocando la puerta de la casa, antes de pasar a la escena final del vídeo de «TT», que muestra a los dos niños disfrazados volteando a ver de donde viene ese misterioso sonido, que aparentemente resulta ser una pista al del ya lanzado vídeo de «Knock Knock».

## Promoción
El 20 de febrero de 2017, Twice tuvo una transmisión en vivo en Naver V Live a las 08:00PM KST para celebrar su regreso con los fanes. El grupo habló sobre el álbum, la canción titulada «Knock Knock» y su vídeo musical, así como su primer concierto en solitario que se celebró del 17 al 19 de febrero y la gira asiática. También realizaron la coreografía completa de «Knock Knock» por primera vez.
Al día siguiente, Twice grabó su aparición en el episodio del 25 de febrero de Yoo Hee-yeol's Sketchbook, su primer programa de variedades para TWICEcoaster : LANE 2. La aparición del grupo fue incluida en los episodios especiales mensuales del programa con el concepto "Canciones que quiero cantar para los de más de veinte años".
El 23 de febrero, Twice tuvo su primera etapa de regreso en M! Countdown. Fue seguida por presentaciones en el episodio del 24 de febrero de Music Bank, Show! Music Core el 25 e Inkigayo el 26.

## Recepción de la crítica
El lanzamiento del LANE 2 del álbum TWICEcoaster de TWICE muestra el lado amoroso del K-pop en una nueva y refrescante primera plana. Se centra alrededor de una exuberante producción que nos recuerda a «Teenage Dream» de Katy Perry, el sencillo «Knock Knock» se aparta de la típica fórmula de nueve voces repartidas y deja que nuevas voces brillen -como la integrante Sana que sobresale en el segundo coro. Mientras exploran el sonido R&B en «Melting», canciones como «TT», «Pit-A-Pat» y «Jelly Jelly» exhiben el agradable ánimo que ha hecho que muchos caigan ante estas señoritas.

## Rendimiento comercial
El 21 de febrero de 2017, se informó que TWICEcoaster: LANE 2 vendió más de 310 000 copias en preventa en una semana.

## Lista de pistas
| TWICEcoaster : LANE 2 |                              |                                                          |                                                                  |                                                      |          |  |
| N.º                   | Título                       | Letras                                                   | Música                                                           | Arreglos                                             | Duración |  |
| 1.                    | «Knock Knock»                | Shim Eun-ji · Lee Woo-min (Collapsedone) · Mayu Wakisaka | Lee Woo-min (Collapsedone) · Mayu Wakisaka                       | Lee Woo-min (Collapsedone)                           | 3:15     |  |
| 2.                    | «Ice Cream» (녹아요; Nogayo) | Changrak · Han Kyung-soo · Choi Han-sol                  | Changrak · Han Kyung-soo · Choi Han-sol · 핑크하운드             | Changrak · Han Kyung-soo · Choi Han-sol · 핑크하운드 | 3:52     |  |
| 3.                    | «TT»                         | Sam Lewis                                                | Black Eyed Pilseung                                              | Rado                                                 | 3:34     |  |
| 4.                    | «1 to 10»                    | Chloe · Noday                                            | Noday · Chloe                                                    | Noday · Chloe                                        | 2:56     |  |
| 5.                    | «Ponytail»                   | Lee Sin-seong · ZigZag Note                              | ZigZag Note                                                      | ZigZag Note · Noh Eun-jong                           | 3:27     |  |
| 6.                    | «Jelly Jelly»                | Joul                                                     | east4A · Ashley Mounts · Kim Hee-deok                            | east4A                                               | 3:32     |  |
| 7.                    | «Pit-A-Pat»                  | Yorkie · Kang Ji-won                                     | Kang Ji-won · Im Kwang-wook                                      | Im Kwang-wook · Kang Ji-won                          | 3:27     |  |
| 8.                    | «Next Page»                  | Maeel                                                    | Joe J. Lee "Kairos"                                              | Joe J. Lee "Kairos" · Hobyn "K.O" Yi                 | 2:57     |  |
| 9.                    | «One in a Million»           | mr.cho                                                   | Sebastian Thott · Didrik Thott · Andreas Öberg · Danielle Senior | Sebastian Thott                                      | 2:55     |  |
| 29:55                 |                              |                                                          |                                                                  |                                                      |          |  |

| TWICEcoaster : LANE 2 (CD Bonus Track) |                                                    |                                 |                     |          |          |  |
| N.º                                    | Título                                             | Letras                          | Música              | Arreglos | Duración |  |
| 10.                                    | «TT (TAK Remix)»                                   | Sam Lewis                       | Black Eyed Pilseung |          | 3:58     |  |
| 11.                                    | «Like OOH-AHH (Inst.)» (OOH-AHH하게; Ooh-Ahh Hage) | Black Eyed Pilseung · Sam Lewis | Black Eyed Pilseung | Rado     | 3:35     |  |
| 12.                                    | «Cheer Up (Inst.)»                                 | Sam Lewis                       | Black Eyed Pilseung | Rado     | 3:27     |  |
| 13.                                    | «TT (Inst.)»                                       | Sam Lewis                       | Black Eyed Pilseung | Rado     | 3:33     |  |
| 44:29                                  |                                                    |                                 |                     |          |          |  |

## Posicionamiento en listas

### Listas semanales
| Lista (2017)                                          | Posición |
| ----------------------------------------------------- | -------- |
| South Korean Albums (Gaon)                            | 1        |
| Japanese Albums (Oricon)                              |          |
| Taiwanese Albums (Five Music Korea-Japan Album Chart) |          |
| US World Albums (Billboard)                           | 4        |

## Historial de lanzamiento
| Región                | Fecha                 | Formato          | Distribuidor                          |
| --------------------- | --------------------- | ---------------- | ------------------------------------- |
| Corea del Sur, Global | 20 de febrero de 2017 | Descarga digital | JYP Entertainment, KT Music           |
| Corea de Sur          | 20 de febrero de 2017 | CD               | JYP Entertainment, KT Music           |
| Japón                 | 31 de marzo de 2017   | CD               | Warner Music Japan, JYP Entertainment |

## Premios y nominaciones
| Año  | Fecha       | Programa de Música        |
| ---- | ----------- | ------------------------- |
| 2017 | 2 de marzo  | M!Countdown (Mnet)        |
| 2017 | 3 de marzo  | Music Bank (KBS)          |
| 2017 | 5 de marzo  | Inkigayo (SBS)            |
| 2017 | 7 de marzo  | The Show (SBS MTV)        |
| 2017 | 8 de marzo  | Show Champion (MBC Music) |
| 2017 | 12 de marzo | Inkigayo (SBS)            |
| 2017 | 16 de marzo | M!Countdown (Mnet)        |
| 2017 | 17 de marzo | Music Bank (KBS)          |
| 2017 | 19 de marzo | Inkigayo (SBS)            |